# Анна Йокаї
Анна Йокаї (угор. Jókai Anna; 24 листопада 1932 — 5 червня 2017) — угорська письменниця, поетеса і педагогиня. Протягом 1980-х брала участь в угорському визвольному русі. У період з 1990 по 1992 рік була головою Асоціації угорських письменників.

## Біографія
Анна Йокаї народилася в Будапешті, і в ранньому віці виявляти інтерес до літератури. Протягом більшої частини 1950-х років вона працювала за підтримки уряду. У 1956 році вчилася в університеті і в 1961 році закінчила його зі ступенем в угорській літературі і історії. Йокаї працювала вчителькою молодших класів у Будапешті до 1970 року.
У період з 1971 по 1974 рік Йокаї була вчителькою середньої школи. З 1968 по 1977 рік вона написала п'ять книг і чотири романи. Повільно здобула інтерес серед читачів, а з 1974 року стала штатною авторкою і письменницею. З 1986 по 1989 рік Йокаї працювала головою асоціації угорських письменників, а з 1990 по 1992 рік вона була канцлеркою організації.
У 1994 і 2014 роках Анна Йокаї отримувала угорську премію Кошута.

## Публікації

### Книжки
- 4447, Regény (1968)
- Kötél nélkül, (1969)
- Tartozik és követel, Regény (1970)
- A labda, Regény (1971; 1994)
- Napok, Regény (1972)
- Szeretteink, szerelmeink (1973)
- Mindhalálig, Regény (1974)
- A feladat, Regény (1977; 1996)
- A panasz leírása, (1980)
- Jákob lajtorjája, Regény (1982)
- Jöjjön Lilliputba, (1985)
- Az együttlét, Regény (1987; 1997)
- Szegény Sudár Anna, Regény (1989; 1999)
- Mi ez az álom?, (1990)
- A töve és a gallya, (1991)
- Az ifjú halász és a tó, (1992)
- Magyaróra, (1992)
- Három, (1995)
- Perc-emberkék dáridója (1996)
- Ne féljetek (1998), (2007), ISBN 9789637486869,
- Mennyből az ember (2000)
- A mérleg nyelve I. (2002)
- Apokrif imák (2002) Hangoskönyv[недоступне посилання з лютого 2019]
- A mérleg nyelve II. (2003)
- Kislány, kutyával
- Imitatio Christi (2004)
- Virágvasárnap alkonyán (2004)
- Jókai Anna Breviárium (2005)
- A mérleg nyelve III. (2006)
- Godot megjött (2007)
- Elbeszéltem I—II. (2007)
- Éhes élet, (2012), ISBN 9639903524,

### Ессе
- A reimsi angyal, (1975), ISBN 9631518175,[9]
- Bölcsek és Pásztorok (2006), ISBN 9633617928,
- Szeretet szigetek, Éghajlat Kiadó, társírók: Ternyák Csaba, Sajgó Szabolcs, (2008), ISBN 9789639862050,

### Промови
- A 2008. március 15-ei beszéd teljes szövege [Архівовано 29 листопада 2020 у Wayback Machine.]
- Jókai Anna és Lengyel Anna disputája az értelmiség küldetése és felelőssége témakörről [Архівовано 15 липня 2016 у Wayback Machine.] Asztali beszélgetések…1 — Öt párbeszéd; Szerk.: Galambos Ádám, Budapest; Luther Kiadó, 2008
- Csepregi András, Fabiny Tamás, Heller Ágnes és Jókai Anna disputája a Honnan jövünk, kik vagyunk, hová megyünk kérdéséről [Архівовано 15 липня 2016 у Wayback Machine.] Asztali beszélgetések…2 — A csendesség felé; szerk.: Galambos Ádám, Budapest: Luther Kiadó, 2008